# Lista över fornlämningar i Eskilstuna kommun (Jäder)
Lista över fornlämningar i Eskilstuna kommun (Jäder) är en förteckning av ett urval av de fornlämningar som finns i Jäders socken i Eskilstuna kommun.
| Namn                                  | Lämningstyp                 | Tillkomsttid | Historisk indelning | Plats          | Läge                 | ID-nr          | Bild                                      |
| ------------------------------------- | --------------------------- | ------------ | ------------------- | -------------- | -------------------- | -------------- | ----------------------------------------- |
| Jäder 1:1                             | Stensättning                |              | Jäder, Södermanland |                | 59.445252, 16.679351 | 10033800010001 | Ladda upp en bild av detta fornminne      |
| Jäder 3:1                             | Stensättning                |              | Jäder, Södermanland |                | 59.444266, 16.680506 | 10033800030001 | Ladda upp en bild av detta fornminne      |
| Jäder 5:1                             | Grav markerad av sten/block |              | Jäder, Södermanland |                | 59.438450, 16.673624 | 10033800050001 | Ladda upp en bild av detta fornminne      |
| Jäder 5:2                             | Stensättning                |              | Jäder, Södermanland |                | 59.438100, 16.673703 | 10033800050002 | Ladda upp en bild av detta fornminne      |
| Jäder 7:1                             | Gravfält                    |              | Jäder, Södermanland |                | 59.435756, 16.677914 | 10033800070001 | Ladda upp en bild av detta fornminne      |
| Jäder 8:1                             | Gravfält                    |              | Jäder, Södermanland |                | 59.435952, 16.680254 | 10033800080001 | Ladda upp en bild av detta fornminne      |
| Jäder 11:1                            | Gravfält                    |              | Jäder, Södermanland |                | 59.439563, 16.683320 | 10033800110001 | Ladda upp en bild av detta fornminne      |
| Jäder 12:1                            | Gravfält                    |              | Jäder, Södermanland |                | 59.437768, 16.675699 | 10033800120001 | Ladda upp en bild av detta fornminne      |
| Jäder 14:1                            | Gravfält                    |              | Jäder, Södermanland |                | 59.438141, 16.668630 | 10033800140001 | Ladda upp en bild av detta fornminne      |
| Jäder 15:1                            | Gravfält                    |              | Jäder, Södermanland |                | 59.434333, 16.684005 | 10033800150001 | Ladda upp en bild av detta fornminne      |
| Jäder 17:1                            | Stensättning                |              | Jäder, Södermanland |                | 59.428169, 16.679439 | 10033800170001 | Ladda upp en bild av detta fornminne      |
| Jäder 17:2                            | Stensättning                |              | Jäder, Södermanland |                | 59.428295, 16.679425 | 10033800170002 | Ladda upp en bild av detta fornminne      |
| Jäder 18:1                            | Gravfält                    |              | Jäder, Södermanland |                | 59.436629, 16.675060 | 10033800180001 | Ladda upp en bild av detta fornminne      |
| Jäder 19:1                            | Stensättning                |              | Jäder, Södermanland |                | 59.433290, 16.673351 | 10033800190001 | Ladda upp en bild av detta fornminne      |
| Jäder 19:2                            | Stensättning                |              | Jäder, Södermanland |                | 59.433346, 16.673070 | 10033800190002 | Ladda upp en bild av detta fornminne      |
| Jäder 20:1                            | Stensättning                |              | Jäder, Södermanland |                | 59.431395, 16.670871 | 10033800200001 | Ladda upp en bild av detta fornminne      |
| Jäder 22:1                            | Gravfält                    |              | Jäder, Södermanland |                | 59.435085, 16.661918 | 10033800220001 | Ladda upp en bild av detta fornminne      |
| Germundshögen (Jäder 23:1)            | Hög                         |              | Jäder, Södermanland |                | 59.436140, 16.653633 | 10033800230001 | Ladda upp en bild av detta fornminne      |
| Jäder 24:1                            | Gravfält                    |              | Jäder, Södermanland |                | 59.437482, 16.654727 | 10033800240001 | Ladda upp en bild av detta fornminne      |
| Jäder 27:1                            | Gravfält                    |              | Jäder, Södermanland |                | 59.435113, 16.655289 | 10033800270001 | Ladda upp en bild av detta fornminne      |
| Jäder 29:1                            | Hög                         |              | Jäder, Södermanland |                | 59.431344, 16.651152 | 10033800290001 | Ladda upp en bild av detta fornminne      |
| Jäder 31:1                            | Stensättning                |              | Jäder, Södermanland |                | 59.439384, 16.661381 | 10033800310001 | Ladda upp en bild av detta fornminne      |
| Jäder 31:2                            | Stensättning                |              | Jäder, Södermanland |                | 59.439439, 16.661153 | 10033800310002 | Ladda upp en bild av detta fornminne      |
| Jäder 32:1                            | Gravfält                    |              | Jäder, Södermanland |                | 59.440047, 16.652719 | 10033800320001 | Ladda upp en bild av detta fornminne      |
| Jäder 33:1                            | Gravfält                    |              | Jäder, Södermanland |                | 59.448665, 16.666830 | 10033800330001 | Ladda upp en bild av detta fornminne      |
| Jäder 34:1                            | Gravfält                    |              | Jäder, Södermanland |                | 59.449962, 16.665877 | 10033800340001 | Ladda upp en bild av detta fornminne      |
| Jäder 35:1                            | Gravfält                    |              | Jäder, Södermanland |                | 59.448128, 16.672793 | 10033800350001 | Ladda upp en bild av detta fornminne      |
| Jäder 36:1                            | Stensättning                |              | Jäder, Södermanland |                | 59.450814, 16.670590 | 10033800360001 | Ladda upp en bild av detta fornminne      |
| Jäder 36:2                            | Stensättning                |              | Jäder, Södermanland |                | 59.450812, 16.670784 | 10033800360002 | Ladda upp en bild av detta fornminne      |
| Jäder 36:3                            | Stensättning                |              | Jäder, Södermanland |                | 59.450838, 16.670997 | 10033800360003 | Ladda upp en bild av detta fornminne      |
| Mälby borg (Jäder 37:1)               | Fornborg                    |              | Jäder, Södermanland |                | 59.457723, 16.660807 | 10033800370001 | Ladda upp en bild av detta fornminne      |
| Sö 101/Sigurdsristningen (Jäder 39:1) | Runristning                 |              | Jäder, Södermanland | Ramsundsberget | 59.441285, 16.634444 | 10033800390001 | Ladda upp en till bild av detta fornminne |
| Jäder 44:1                            | Gravfält                    |              | Jäder, Södermanland |                | 59.449298, 16.672585 | 10033800440001 | Ladda upp en bild av detta fornminne      |
| Jäder 45:1                            | Gravfält                    |              | Jäder, Södermanland |                | 59.446876, 16.641815 | 10033800450001 | Ladda upp en bild av detta fornminne      |
| Jäder 46:1                            | Stensättning                |              | Jäder, Södermanland |                | 59.449628, 16.637522 | 10033800460001 | Ladda upp en bild av detta fornminne      |
| Jäder 48:1                            | Gravfält                    |              | Jäder, Södermanland |                | 59.447421, 16.639203 | 10033800480001 | Ladda upp en bild av detta fornminne      |
| Jäder 49:1                            | Stensättning                |              | Jäder, Södermanland |                | 59.453376, 16.642392 | 10033800490001 | Ladda upp en bild av detta fornminne      |
| Jäder 49:2                            | Stensättning                |              | Jäder, Södermanland |                | 59.453150, 16.642580 | 10033800490002 | Ladda upp en bild av detta fornminne      |
| Jäder 49:3                            | Stensättning                |              | Jäder, Södermanland |                | 59.452986, 16.642929 | 10033800490003 | Ladda upp en bild av detta fornminne      |
| Jäder 49:4                            | Stensättning                |              | Jäder, Södermanland |                | 59.453130, 16.642915 | 10033800490004 | Ladda upp en bild av detta fornminne      |
| Jäder 50:1                            | Stensättning                |              | Jäder, Södermanland |                | 59.452821, 16.643577 | 10033800500001 | Ladda upp en bild av detta fornminne      |
| Jäder 50:2                            | Stensättning                |              | Jäder, Södermanland |                | 59.452795, 16.643312 | 10033800500002 | Ladda upp en bild av detta fornminne      |
| Jäder 50:3                            | Stensättning                |              | Jäder, Södermanland |                | 59.452725, 16.643116 | 10033800500003 | Ladda upp en bild av detta fornminne      |
| Jäder 50:4                            | Stensättning                |              | Jäder, Södermanland |                | 59.452660, 16.643485 | 10033800500004 | Ladda upp en bild av detta fornminne      |
| Stensborg (Jäder 52:1)                | Lägenhetsbebyggelse         |              | Jäder, Södermanland |                | 59.420908, 16.707182 | 10033800520001 | Ladda upp en bild av detta fornminne      |
| Jäder 56:1                            | Stensättning                |              | Jäder, Södermanland |                | 59.412902, 16.704842 | 10033800560001 | Ladda upp en bild av detta fornminne      |
| Jäder 57:1                            | Gravfält                    |              | Jäder, Södermanland |                | 59.413232, 16.698923 | 10033800570001 | Ladda upp en bild av detta fornminne      |
| Sö 96 (Jäder 58:1)                    | Runristning                 |              | Jäder, Södermanland | Jäders kyrka   | 59.409571, 16.691347 | 10033800580001 | Ladda upp en till bild av detta fornminne |
| Sö 97 (Jäder 58:2)                    | Runristning                 |              | Jäder, Södermanland | Jäders kyrka   | 59.409591, 16.691299 | 10033800580002 | Ladda upp en till bild av detta fornminne |
| Jäder 59:1                            | Gravfält                    |              | Jäder, Södermanland |                | 59.424072, 16.653883 | 10033800590001 | Ladda upp en bild av detta fornminne      |
| Jäder 61:1                            | Hög                         |              | Jäder, Södermanland |                | 59.451595, 16.651234 | 10033800610001 | Ladda upp en bild av detta fornminne      |
| Jäder 61:2                            | Stensättning                |              | Jäder, Södermanland |                | 59.451615, 16.650917 | 10033800610002 | Ladda upp en bild av detta fornminne      |
| Jäder 61:3                            | Stensättning                |              | Jäder, Södermanland |                | 59.451471, 16.651002 | 10033800610003 | Ladda upp en bild av detta fornminne      |
| Jäder 62:1                            | Gravfält                    |              | Jäder, Södermanland |                | 59.451220, 16.649497 | 10033800620001 | Ladda upp en bild av detta fornminne      |
| Jäder 63:1                            | Gravfält                    |              | Jäder, Södermanland |                | 59.453875, 16.647412 | 10033800630001 | Ladda upp en bild av detta fornminne      |
| Jäder 64:1                            | Gravfält                    |              | Jäder, Södermanland |                | 59.427506, 16.640438 | 10033800640001 | Ladda upp en bild av detta fornminne      |
| Jäder 65:1                            | Stensättning                |              | Jäder, Södermanland |                | 59.424593, 16.645663 | 10033800650001 | Ladda upp en bild av detta fornminne      |
| Jäder 66:1                            | Gravfält                    |              | Jäder, Södermanland |                | 59.418399, 16.668639 | 10033800660001 | Ladda upp en bild av detta fornminne      |
| Jäder 67:1                            | Gravfält                    |              | Jäder, Södermanland |                | 59.419283, 16.658069 | 10033800670001 | Ladda upp en bild av detta fornminne      |
| Jäder 69:1                            | Hög                         |              | Jäder, Södermanland |                | 59.414437, 16.684404 | 10033800690001 | Ladda upp en bild av detta fornminne      |
| Jäder 69:2                            | Stensättning                |              | Jäder, Södermanland |                | 59.414591, 16.684091 | 10033800690002 | Ladda upp en bild av detta fornminne      |
| Jäder 70:1                            | Gravfält                    |              | Jäder, Södermanland |                | 59.414348, 16.676538 | 10033800700001 | Ladda upp en bild av detta fornminne      |
| Jäder 71:1                            | Stensättning                |              | Jäder, Södermanland |                | 59.422987, 16.691045 | 10033800710001 | Ladda upp en bild av detta fornminne      |
| Jäder 72:1                            | Stensättning                |              | Jäder, Södermanland |                | 59.422309, 16.683076 | 10033800720001 | Ladda upp en bild av detta fornminne      |
| Jäder 73:1                            | Gravfält                    |              | Jäder, Södermanland |                | 59.427186, 16.689454 | 10033800730001 | Ladda upp en bild av detta fornminne      |
| Jäder 75:1                            | Stensättning                |              | Jäder, Södermanland |                | 59.426449, 16.684205 | 10033800750001 | Ladda upp en bild av detta fornminne      |
| Jäder 75:2                            | Stensättning                |              | Jäder, Södermanland |                | 59.426320, 16.684730 | 10033800750002 | Ladda upp en bild av detta fornminne      |
| Jäder 75:3                            | Stensättning                |              | Jäder, Södermanland |                | 59.426150, 16.684602 | 10033800750003 | Ladda upp en bild av detta fornminne      |
| Jäder 75:4                            | Stensättning                |              | Jäder, Södermanland |                | 59.426539, 16.684154 | 10033800750004 | Ladda upp en bild av detta fornminne      |
| Edeby kull (Jäder 76:1)               | Gravfält                    |              | Jäder, Södermanland |                | 59.426987, 16.662359 | 10033800760001 | Ladda upp en bild av detta fornminne      |
| Jäder 78:1                            | Stensättning                |              | Jäder, Södermanland |                | 59.425986, 16.666170 | 10033800780001 | Ladda upp en bild av detta fornminne      |
| Jäder 78:2                            | Stensättning                |              | Jäder, Södermanland |                | 59.425653, 16.666267 | 10033800780002 | Ladda upp en bild av detta fornminne      |
| Jäder 78:3                            | Stensättning                |              | Jäder, Södermanland |                | 59.425582, 16.666159 | 10033800780003 | Ladda upp en bild av detta fornminne      |
| Jäder 80:1                            | Stensättning                |              | Jäder, Södermanland |                | 59.417665, 16.660622 | 10033800800001 | Ladda upp en bild av detta fornminne      |
| Jäder 81:1                            | Hög                         |              | Jäder, Södermanland |                | 59.418501, 16.649335 | 10033800810001 | Ladda upp en bild av detta fornminne      |
| Fesslinge skans (Jäder 82:1)          | Fästning/skans              |              | Jäder, Södermanland |                | 59.413837, 16.694993 | 10033800820001 | Ladda upp en bild av detta fornminne      |
| Jäder 83:1                            | Stensättning                |              | Jäder, Södermanland |                | 59.412842, 16.688203 | 10033800830001 | Ladda upp en bild av detta fornminne      |
| Sö 98 (Jäder 84:1)                    | Runristning                 |              | Jäder, Södermanland | Jäders kyrka   | 59.409616, 16.690949 | 10033800840001 | Ladda upp en till bild av detta fornminne |
| Jäder 84:2                            | Bildristning                |              | Jäder, Södermanland |                | 59.409623, 16.690890 | 10033800840002 | Ladda upp en bild av detta fornminne      |
| Jäder 84:3                            | Bildristning                |              | Jäder, Södermanland |                | 59.409623, 16.690498 | 10033800840003 | Ladda upp en bild av detta fornminne      |
| Fässlinge skans (Jäder 85:1)          | Fornborg                    |              | Jäder, Södermanland |                | 59.414338, 16.698757 | 10033800850001 | Ladda upp en bild av detta fornminne      |
| Jäder 86:1                            | Stensättning                |              | Jäder, Södermanland |                | 59.390005, 16.796800 | 10033800860001 | Ladda upp en bild av detta fornminne      |
| Jäder 87:1                            | Röse                        |              | Jäder, Södermanland |                | 59.385168, 16.798926 | 10033800870001 | Ladda upp en bild av detta fornminne      |
| Jäder 88:1                            | Röse                        |              | Jäder, Södermanland |                | 59.384159, 16.798410 | 10033800880001 | Ladda upp en bild av detta fornminne      |
| Jäder 89:1                            | Gravfält                    |              | Jäder, Södermanland |                | 59.395165, 16.778293 | 10033800890001 | Ladda upp en bild av detta fornminne      |
| Jäder 91:1                            | Gravfält                    |              | Jäder, Södermanland |                | 59.397823, 16.786071 | 10033800910001 | Ladda upp en bild av detta fornminne      |
| Jäder 92:1                            | Gravfält                    |              | Jäder, Södermanland |                | 59.396206, 16.783869 | 10033800920001 | Ladda upp en bild av detta fornminne      |
| Jäder 95:1                            | Röse                        |              | Jäder, Södermanland |                | 59.477038, 16.693255 | 10033800950001 | Ladda upp en bild av detta fornminne      |
| Jäder 96:1                            | Röse                        |              | Jäder, Södermanland |                | 59.486075, 16.660110 | 10033800960001 | Ladda upp en bild av detta fornminne      |
| Jäder 99:2                            | Gravklot                    |              | Jäder, Södermanland |                | 59.409750, 16.690461 | 10033800990002 | Ladda upp en bild av detta fornminne      |
| Jäder 101:1                           | Gravfält                    |              | Jäder, Södermanland |                | 59.440690, 16.702620 | 10033801010001 | Ladda upp en bild av detta fornminne      |
| Jäder 102:1                           | Gravfält                    |              | Jäder, Södermanland |                | 59.441710, 16.700646 | 10033801020001 | Ladda upp en bild av detta fornminne      |
| Jäder 103:1                           | Gravfält                    |              | Jäder, Södermanland |                | 59.442577, 16.694229 | 10033801030001 | Ladda upp en bild av detta fornminne      |
| Jäder 104:1                           | Gravfält                    |              | Jäder, Södermanland |                | 59.442180, 16.690248 | 10033801040001 | Ladda upp en bild av detta fornminne      |
| Jäder 105:1                           | Stensättning                |              | Jäder, Södermanland |                | 59.443663, 16.696307 | 10033801050001 | Ladda upp en bild av detta fornminne      |
| Jäder 106:1                           | Röse                        |              | Jäder, Södermanland |                | 59.445968, 16.701143 | 10033801060001 | Ladda upp en bild av detta fornminne      |
| Sö 102 (Jäder 108:1)                  | Runristning                 |              | Jäder, Södermanland | Vävle          | 59.441878, 16.718713 | 10033801080001 | Ladda upp en bild av detta fornminne      |
| Grottkullen (Jäder 108:2)             | Hög                         |              | Jäder, Södermanland |                | 59.442827, 16.714730 | 10033801080002 | Ladda upp en bild av detta fornminne      |
| Jäder 109:1                           | Gravfält                    |              | Jäder, Södermanland |                | 59.445537, 16.717143 | 10033801090001 | Ladda upp en bild av detta fornminne      |
| Sö 103 (Jäder 110:1)                  | Runristning                 |              | Jäder, Södermanland | Vävle          | 59.438243, 16.713984 | 10033801100001 | Ladda upp en bild av detta fornminne      |
| Jäder 111:1                           | Stensättning                |              | Jäder, Södermanland |                | 59.447721, 16.713957 | 10033801110001 | Ladda upp en bild av detta fornminne      |
| Jäder 115:1                           | Gravfält                    |              | Jäder, Södermanland |                | 59.406086, 16.754770 | 10033801150001 | Ladda upp en bild av detta fornminne      |
| Jäder 116:1                           | Hög                         |              | Jäder, Södermanland |                | 59.404249, 16.749573 | 10033801160001 | Ladda upp en bild av detta fornminne      |
| Jäder 116:2                           | Stensättning                |              | Jäder, Södermanland |                | 59.404129, 16.749580 | 10033801160002 | Ladda upp en bild av detta fornminne      |
| Jäder 116:3                           | Stensättning                |              | Jäder, Södermanland |                | 59.404207, 16.749202 | 10033801160003 | Ladda upp en bild av detta fornminne      |
| Jäder 117:1                           | Gravfält                    |              | Jäder, Södermanland |                | 59.401854, 16.748583 | 10033801170001 | Ladda upp en bild av detta fornminne      |
| Jäder 119:1                           | Gravfält                    |              | Jäder, Södermanland |                | 59.452131, 16.717785 | 10033801190001 | Ladda upp en bild av detta fornminne      |
| Jäder 120:1                           | Röse                        |              | Jäder, Södermanland |                | 59.450495, 16.712699 | 10033801200001 | Ladda upp en bild av detta fornminne      |
| Jäder 121:1                           | Stensättning                |              | Jäder, Södermanland |                | 59.455164, 16.713801 | 10033801210001 | Ladda upp en bild av detta fornminne      |
| Jäder 122:1                           | Gravfält                    |              | Jäder, Södermanland |                | 59.456631, 16.709038 | 10033801220001 | Ladda upp en bild av detta fornminne      |
| Jäder 123:1                           | Hög                         |              | Jäder, Södermanland |                | 59.460799, 16.708461 | 10033801230001 | Ladda upp en bild av detta fornminne      |
| Jäder 123:2                           | Hög                         |              | Jäder, Södermanland |                | 59.460668, 16.708447 | 10033801230002 | Ladda upp en bild av detta fornminne      |
| Jäder 124:1                           | Hög                         |              | Jäder, Södermanland |                | 59.452995, 16.724351 | 10033801240001 | Ladda upp en bild av detta fornminne      |
| Jäder 124:2                           | Stensättning                |              | Jäder, Södermanland |                | 59.453004, 16.724281 | 10033801240002 | Ladda upp en bild av detta fornminne      |
| Jäder 124:3                           | Hög                         |              | Jäder, Södermanland |                | 59.452995, 16.724421 | 10033801240003 | Ladda upp en bild av detta fornminne      |
| Jäder 125:2                           | Grav- och boplatsområde     |              | Jäder, Södermanland |                | 59.440825, 16.634962 | 10033801250002 | Ladda upp en bild av detta fornminne      |
| Jäder 127:1                           | Stensättning                |              | Jäder, Södermanland |                | 59.453274, 16.647026 | 10033801270001 | Ladda upp en bild av detta fornminne      |
| Jäder 127:2                           | Hög                         |              | Jäder, Södermanland |                | 59.453263, 16.647326 | 10033801270002 | Ladda upp en bild av detta fornminne      |
| Jäder 127:3                           | Stensättning                |              | Jäder, Södermanland |                | 59.453408, 16.647206 | 10033801270003 | Ladda upp en bild av detta fornminne      |
| Jäder 132:1                           | Stensättning                |              | Jäder, Södermanland |                | 59.458344, 16.681504 | 10033801320001 | Ladda upp en bild av detta fornminne      |
| Jäder 138:1                           | Stensättning                |              | Jäder, Södermanland |                | 59.432246, 16.668390 | 10033801380001 | Ladda upp en bild av detta fornminne      |
| Jäder 139:1                           | Stensättning                |              | Jäder, Södermanland |                | 59.436105, 16.661774 | 10033801390001 | Ladda upp en bild av detta fornminne      |
| Jäder 139:2                           | Stensättning                |              | Jäder, Södermanland |                | 59.435933, 16.661875 | 10033801390002 | Ladda upp en bild av detta fornminne      |
| Jäder 139:3                           | Stensättning                |              | Jäder, Södermanland |                | 59.436067, 16.662073 | 10033801390003 | Ladda upp en bild av detta fornminne      |
| Jäder 142:1                           | Stensättning                |              | Jäder, Södermanland |                | 59.438815, 16.663252 | 10033801420001 | Ladda upp en bild av detta fornminne      |
| Jäder 144:1                           | Gravfält                    |              | Jäder, Södermanland |                | 59.448350, 16.665960 | 10033801440001 | Ladda upp en bild av detta fornminne      |
| Jäder 148:1                           | Stensättning                |              | Jäder, Södermanland |                | 59.447833, 16.638888 | 10033801480001 | Ladda upp en bild av detta fornminne      |
| Jäder 151:1                           | Gravfält                    |              | Jäder, Södermanland |                | 59.413248, 16.684712 | 10033801510001 | Ladda upp en bild av detta fornminne      |
| Jäder 156:1                           | Gravklot                    |              | Jäder, Södermanland |                | 59.418705, 16.671639 | 10033801560001 | Ladda upp en bild av detta fornminne      |
| Jäder 157:1                           | Gravfält                    |              | Jäder, Södermanland |                | 59.434645, 16.682759 | 10033801570001 | Ladda upp en bild av detta fornminne      |
| Jäder 158:1                           | Stensättning                |              | Jäder, Södermanland |                | 59.433709, 16.683925 | 10033801580001 | Ladda upp en bild av detta fornminne      |
| Jäder 158:2                           | Stensättning                |              | Jäder, Södermanland |                | 59.433830, 16.683938 | 10033801580002 | Ladda upp en bild av detta fornminne      |
| Jäder 158:3                           | Stensättning                |              | Jäder, Södermanland |                | 59.433651, 16.683827 | 10033801580003 | Ladda upp en bild av detta fornminne      |
| Jäder 159:1                           | Gravfält                    |              | Jäder, Södermanland |                | 59.441116, 16.634667 | 10033801590001 | Ladda upp en bild av detta fornminne      |
| Jäder 163:1                           | Hög                         |              | Jäder, Södermanland |                | 59.420185, 16.674364 | 10033801630001 | Ladda upp en bild av detta fornminne      |
| Jäder 163:2                           | Hög                         |              | Jäder, Södermanland |                | 59.420075, 16.674695 | 10033801630002 | Ladda upp en bild av detta fornminne      |
| Jäder 168:1                           | Stensättning                |              | Jäder, Södermanland |                | 59.463181, 16.688061 | 10033801680001 | Ladda upp en bild av detta fornminne      |
| Jäder 170                             | Stensättning                |              | Jäder, Södermanland |                | 59.414385, 16.698307 | 12000000007136 | Ladda upp en bild av detta fornminne      |
| Jäder 171                             | Stensättning                |              | Jäder, Södermanland |                | 59.385266, 16.798994 | 12000000007137 | Ladda upp en bild av detta fornminne      |
| Jäder 172                             | Stensättning                |              | Jäder, Södermanland |                | 59.385050, 16.798682 | 12000000007138 | Ladda upp en bild av detta fornminne      |
| Jäder 174                             | Stensättning                |              | Jäder, Södermanland |                | 59.397088, 16.800534 | 12000000007141 | Ladda upp en bild av detta fornminne      |
| Jäder 175                             | Stensättning                |              | Jäder, Södermanland |                | 59.385966, 16.799079 | 12000000007142 | Ladda upp en bild av detta fornminne      |
| Jäder 176                             | Stensättning                |              | Jäder, Södermanland |                | 59.384918, 16.798442 | 12000000007143 | Ladda upp en bild av detta fornminne      |
| Jäder 180                             | Stensättning                |              | Jäder, Södermanland |                | 59.462846, 16.689734 | 12000000033591 | Ladda upp en bild av detta fornminne      |
| Jäder 183                             | Röse                        |              | Jäder, Södermanland |                | 59.460653, 16.701226 | 12000000033594 | Ladda upp en bild av detta fornminne      |
| Jäder 184                             | Lägenhetsbebyggelse         |              | Jäder, Södermanland |                | 59.457138, 16.708839 | 12000000033595 | Ladda upp en bild av detta fornminne      |